# Енрике III
Енрике III Кастилски (на испански: Enrique III de Castilla) е крал на Кастилия и Леон от 1390 до 1406. Трети крал от династията Трастамара, син на Хуан I Кастилски и Леонор Арагонска и брат на Фердинандо I Арагонски. Остава в историята като Енрике Болнавия (на английски: Enrique el Doliente) поради влошеното си здраве.

## Управление
Взема реално властта на 2 август 1393, на 13-годишна възраст, след няколкогодишно регентство.
Успява да възстанови силата на кралската власт, като отнема редица привилегии на висшата аристокрация, опирайки се на „втория ешелон“ аристократи. Укрепва икономиката и стабилизира финансите на държавата.
По негово време кастилският флот удържа няколко поредни победи над британците. През 1400 година кастилският флот унищожава пиратската база в Тетуан в Северна Африка. През 1402 г. започва колонизацията на Канарските острови под ръководството на френския изследовател Жан Бетанкур.
Бива отблъснато португалското нахлуване, започнало през 1396 година с нападение на Бадахос, и постигнат мир, подписан е договор с Жуау I Португалски на 15 август 1402 година.
Енрике III умира в Толедо по време на подготовка на война с мавърското Емирство Гранада.

## Брак и деца
На 5 август 1388 г. Катрин Ланкастър (* 1373; † 1418) обявява официално, че приема условията на предбрачния договор, и встъпва в брак с кастилския инфант Енрике доброволно. Съгласно условията на договора, Катрин трябва да получи като зестра градовете Сория, Алмасан, Атиенса, Деса и Молина. На 17 септември 1388 г. в Паленсия 15-годишната Катрин официално е венчана за 9-годишния Енрике.
Деца от брака:
- Мария Кастилска (* 1401; † 1458), съпруга Алфонсо V Арагонски;
- Каталина Кастилска (* 1403; † 1439), съпруга на Енрике I, граф де Ампуриас;
- Хуан II Кастилски (* 1405; † 1454), наследник, крал на Кастилия